# International Football Camp Styria
Die International Football Camp Styria (kurz IFCS) ist ein österreichischer Dienstleister für professionelle Fußballvereine im Bereich Organisation und Ausrichtung von Fußballcamps.
IFCS entstand 1996 unter der Leitung von Nikolaus Pichler durch eine Anfrage des italienischen Top-Fußballklubs AS Roma an die Stadt Kapfenberg, auf der ortseigenen Sportanlage des Franz-Fekete-Stadions ein einwöchiges Saison-Vorbereitungscamp zu absolvieren. Nachdem es für den Sommer 1999 zu viele Anfragen für den Standort gab und IFCS damit einigen Topklubs hätte absagen müssen, kam die Idee, ein Konzept für einen zweiten Standort in der Steiermark auszuarbeiten. In den Jahren zwischen 1999 und 2012 wurden mit Bad Aussee, Bad Radkersburg, Bad Gleichenberg, Bad Tatzmannsdorf, Bad Waltersdorf, Bruck/Mur, Graz, Irdning, Stainach, Leoben, Bad Loipersdorf, Pöllauberg, Söchau, St. Lambrecht und Stegersbach insgesamt 15 neue Standorte aufgenommen. Jedes Jahr schlagen zwischen Mai und August mehr als 30 internationale Top-Teams für etwa eine Woche ihre Zelte in der Steiermark auf.